# Ființa și neantul
Ființa și neantul: Un eseu despre ontologie fenomenologică (în franceză L'Être et le néant: Essai d'ontologie phénoménologique), uneori publicată cu subtitlul Un eseu fenomenologic despre ontologie, este o carte din 1943 a filozofului Jean-Paul Sartre. În această lucrare, Sartre dezvoltă o perspectivă filozofică în sprijinul existențialismului său, abordând teme precum conștiința, percepția, filozofia socială, autoamăgirea, existența „neantului”, psihanaliza și problema liberului arbitru.
În perioada în care a fost prizonier de război, între 1940 și 1941, Sartre a citit Ființa și timpul a lui Martin Heidegger (1927), care folosește metoda fenomenologiei husserliene ca instrument pentru examinarea ontologiei. Sartre a considerat că expunerea la această lucrare a fost inițierea propriilor investigații filozofice. Deși influențat de Heidegger, Sartre a fost profund sceptic față de orice măsură prin care umanitatea ar putea atinge o stare personală de împlinire comparabilă cu ipotetica „reîntâlnire cu Ființa” propusă de Heidegger. În viziunea lui Sartre, omul este o creatură bântuită de o viziune a „împlinirii” (ceea ce Sartre numește Ens causa sui⁠(d), adică „o ființă care se cauzează pe sine”), pe care multe religii și filozofi o identifică cu Dumnezeu. Născut în realitatea materială a propriului corp, într-un univers material, te regăsești inserat în ființă. Conform noțiunii lui Husserl că conștiința poate exista doar ca conștiință a ceva, Sartre dezvoltă ideea că nu poate exista nicio formă de sine „ascunsă” în interiorul conștiinței. Pe aceste baze, Sartre continuă să ofere o critică filozofică teoriilor lui Sigmund Freud, bazată pe afirmația că conștiința este esențial conștientă de sine.
Ființa și neantul este considerată atât cea mai importantă expresie nonficțională a existențialismului lui Sartre, cât și cea mai influentă lucrare filozofică a sa, originală în ciuda datoriei față de Heidegger. Mulți au lăudat noțiunea centrală a cărții că „existența precede esența”, introducerea conceptului de rea-credință și explorarea „neantului”, precum și contribuțiile sale originale la filozofia sexului. Cu toate acestea, cartea a fost criticată pentru obscuritate și pentru tratamentul lui Freud.

## Context

### Descartes
Existențialismul lui Sartre își împărtășește punctul de plecare filozofic cu René Descartes: primul lucru de care ne putem fi conștienți este existența noastră, chiar și atunci când îndoim totul (Cogito ergo sum). În Greața, personajul principal este cuprins de amețeală față de propria sa existență, provocată de lucruri, nu de gândire. Această amețeală apare „în fața libertății și responsabilității cuiva de a da un sens realității”. Ca o ruptură importantă față de Descartes, Sartre respinge primordialitatea cunoașterii (o respingere rezumată în fraza „Existența precede esența”) și oferă o concepție diferită despre cunoaștere și conștiință.

### Husserl
Ideile importante din Ființa și neantul se construiesc pe fenomenologia lui Edmund Husserl. Pentru ambii filozofi, conștiința este intențională, ceea ce înseamnă că există doar conștiința a ceva. Pentru Sartre, intenționalitatea implică faptul că nu există nicio formă de sine ascunsă în interiorul conștiinței (cum ar fi eul transcendental al lui Husserl). Un eu trebuie să fie o structură în afara conștiinței, astfel încât să poată exista conștiința eului.

## Rezumat
În introducere, Sartre își schițează propria teorie a conștiinței, ființei și fenomenelor prin critica atât a fenomenologilor anteriori (în special Husserl și Heidegger), cât și a idealiștilor, raționaliștilor și empiriștilor. Potrivit acestuia, una dintre cele mai mari realizări ale filozofiei moderne este fenomenologia, deoarece aceasta a infirmat tipurile de dualism care înfățișează existentul ca având o natură „ascunsă” (cum ar fi noumenul lui Immanuel Kant ); Fenomenologia a eliminat „iluzia lumilor din spatele scenei”.
Bazându-se pe o examinare a naturii fenomenelor, el descrie natura a două tipuri de ființă, ființa-în-sine (ființa lucrurilor) și ființa-pentru-sine. În timp ce ființa-în-sine este ceva ce poate fi doar aproximat de ființele umane, ființa-pentru-sine este ființa conștiinței.

### Partea 1, Capitolul 1: Originea negației
Din perspectiva fenomenologică a lui Sartre, neantul este o realitate experimentată și nu poate fi o simplă greșeală subiectivă. Absența unui prieten și absența banilor sugerează o ființă a neantului. Aceasta face parte din realitate. În primul capitol, Sartre dezvoltă o teorie a neantului care este centrală pentru întreaga carte, în special pentru explicația sa despre rea-credință și libertate. Pentru el, neantul nu este doar un concept mental care rezumă judecăți negative precum „Pierre nu este aici” și „Nu am bani”. Deși „este evident că neființa apare întotdeauna în limitele unei așteptări umane”, neantul concret diferă de simpla inexistență abstractă, cum ar fi cercul pătrat. Un neant concret, de exemplu, incapacitatea de a vedea, face parte dintr-o totalitate: viața orbului în această lume. Această totalitate este modificată de neantul care face parte din ea.
În totalitatea conștiinței și fenomenului (ființa-în-lume a lui Heidegger), ambele pot fi considerate separat, dar există doar ca un întreg (intenționalitatea conștiinței). Atitudinea umană de interogare, de a pune întrebări, îndepărtează conștiința de lume. Fiecare întrebare aduce posibilitatea unui răspuns negativ, a neființei, de exemplu, „Cine intră? Nimeni”. Pentru Sartre, acesta este modul în care neantul poate exista. Neființa nu poate fi parte din ființa-în-sine, nici ca un complement al acesteia. Ființa-pentru-sine este originea negației. Relația dintre ființa-pentru-sine și ființa-în-sine este una de interogare a celei din urmă. Aducând neantul în lume, conștiința nu anihilează ființa lucrurilor, ci îi schimbă relația cu aceasta.

### Partea 1, capitolul 2: Reaua credință
Ca rea-credință, Sartre descrie autoamăgirea cuiva în raport cu realitatea umană. Aceasta poate lua două forme: prima este să te faci să crezi în mod fals că nu ești ceea ce ești de fapt. A doua este să te concepi ca pe un obiect (de exemplu, să te identifici cu un loc de muncă) și astfel să negi libertatea.
Acest lucru înseamnă, în esență, că, fiind chelner, băcan etc., trebuie să crezi că rolul tău social este echivalent cu existența ta umană. A trăi o viață definită de ocupația, clasa socială, rasă sau statul economic este însăși esența „rea-credinței”, condiția în care oamenii nu își pot transcende situațiile pentru a realiza ceea ce trebuie să fie (umani) și ceea ce nu sunt (chelner, băcan etc.). De asemenea, este esențial pentru un existent să înțeleagă că negația îi permite eului să intre în ceea ce Sartre numește „marele curent uman”. Marele curent uman apare dintr-o singură realizare: neantul este o stare de spirit în care putem deveni orice, în raport cu situația noastră, pe care o dorim.
Diferența dintre existență și proiecția identității rămâne în centrul subiecților umani, care sunt măturați de propria lor condiție, „rea-credința” lor. Un exemplu de proiecție pe care îl folosește Sartre este chelnerul de la cafenea care îndeplinește îndatoririle, tradițiile, funcțiile și așteptările unui chelner de la cafenea:
„Ce suntem atunci dacă avem obligația constantă de a ne face pe noi înșine ceea ce suntem, dacă modul nostru de a fi este să avem obligația de a fi ceea ce suntem? Să luăm în considerare acest chelner din cafenea. Mișcarea lui este rapidă și înainte, puțin prea precisă, puțin prea rapidă. Se apleacă puțin prea avid; vocea lui, ochii lui exprimă un interes puțin prea solicitant pentru comanda clientului. În cele din urmă, iată-l că se întoarce, încercând să imite în mersul său rigiditatea inflexibilă a unui fel de automat, în timp ce își duce tava cu îndrăzneala unui funambulist, punând-o într-un echilibru perpetuu instabil, perpetuu rupt, pe care îl reînnoiește în mod constant printr-o ușoară mișcare a brațului și a mâinii. Tot comportamentul lui ni se pare un joc. Se aplică la schimbarea mișcărilor sale ca și cum ar fi mecanisme, unul reglându-l pe celălalt; gesturile și chiar vocea lui par a fi mecanisme; el își dă rapiditatea și eficiența nemiloasă a lucrurilor. Se joacă, se distrează. Dar la ce se joacă? Nu trebuie să privim mult înainte pentru a putea explica: el se joacă la a fi chelner într-o cafenea. Nu este nimic acolo care să ne surprindă.”
Sartre oferă, de asemenea, ca exemplu de rea-credință atitudinea homosexualului care neagă că este homosexual, simțind că „un homosexual nu este un homosexual” în același sens în care o masă este o masă sau un bărbat roșcat este roșcat. Sartre susține că o astfel de atitudine este parțial corectă, deoarece se bazează pe „caracterul ireductibil al realității umane”, dar că ar fi pe deplin corectă numai dacă homosexualul ar accepta că este homosexual în sensul că a adoptat un model de conduită definit ca fiind cel al unui homosexual, deși nu unul „în măsura în care realitatea umană nu poate fi definită în cele din urmă prin modele de conduită”.
Sartre menționează în mod constant că, pentru a scăpa de rea-credință, trebuie să ne dăm seama că existența noastră și proiecția noastră formală a unui sine sunt distincte și în puterea controlului uman. Această separare este o formă de neant. Neantul, în termeni de rea-credință, este caracterizat de Sartre ca negația internă care separă existența pură și identitatea, astfel încât suntem supuși să ne trăim viața într-un mod similar. Un exemplu este ceva care este ceea ce este (existență) și ceva care este ceea ce nu este (un chelner definit de ocupația sa).
Cu toate acestea, Sartre adoptă o poziție împotriva caracterizării relei-credințe în termeni de „simple poziții sociale”. Sartre spune: „Nu sunt niciodată una dintre atitudinile mele, niciuna dintre acțiunile mele”. Bunul vorbitor este cel care se joacă la vorbit pentru că nu poate vorbi. Acest lucru înseamnă literalmente că, la fel ca chelnerul de la cafenea, vorbitorul nu este condiția sau categorisirea sa socială, ci este un vorbitor consumat de rea-credință. Astfel, trebuie să realizăm ce suntem (ființe care există) și ce nu suntem (o preocupare socială/istorică) pentru a ieși din rea-credință. Cu toate acestea, existenții (ființele umane) trebuie să mențină un echilibru între existență, rolurile lor și neant pentru a deveni ființe autentice.
În plus, un principiu important al relei-credințe este că trebuie să aplicăm un pic de „bună-credință” pentru a profita de rolul nostru și a ajunge la o existență autentică. Domeniul autentic al relei-credințe este realizarea că rolul pe care îl jucăm este minciuna. A trăi și a proiecta în viitor ca un proiect de sine, păstrându-se în afara relei-credințe și trăind prin voința de sine, înseamnă a trăi o viață autentică.
Una dintre cele mai importante implicații ale relei-credințe este abolirea eticii tradiționale. A fi o „persoană morală” necesită negarea impulsurilor autentice (tot ceea ce ne face umani) și permiterea voinței altei persoane să-ți schimbe acțiunile. A fi „o persoană morală” este una dintre cele mai severe forme de rea-credință. Sartre caracterizează acest lucru în esență ca fiind „credința relei-credințe”, care nu ar trebui, în opinia lui, să fie în centrul existenței cuiva. Sartre are o părere negativă despre etica convențională, condamnând-o ca un instrument al burgheziei pentru a controla masele.
Rea-credința rezultă, de asemenea, atunci când indivizii încep să-și privească viața ca fiind alcătuită din evenimente trecute distincte. Privind eul așa cum a fost odată, mai degrabă decât așa cum este în prezent, se ajunge la negarea eului actual și înlocuirea lui cu un eu trecut care nu mai există.

### Partea 3, capitolul 1: Aspectul
Simpla prezență a unei alte persoane ne determină să ne privim pe noi înșine ca pe un obiect și să vedem lumea noastră așa cum i se pare celuilalt. Acest lucru nu se face dintr-o locație specifică în afara noastră, ci este nepozițional. Aceasta este o recunoaștere a subiectivității celorlalți.
Această transformare este cel mai clar vizibilă atunci când confundăm un manechin cu o persoană reală pentru o clipă.
- În timp ce cred că este o persoană, lumea lor se transformă. Obiectele par să le scape parțial; au aspecte care îi aparțin celeilalte persoane și care sunt astfel necunoscute pentru ei. În acest timp, nu mai pot avea o subiectivitate totală. Lumea devine acum lumea celeilalte persoane, o lume străină care nu mai provine din sine, ci din celălalt. Cealaltă persoană devine o „amenințare la ordinea și aranjamentul întregii tale lumi... Lumea ta este brusc bântuită de valorile Celuilalt, asupra cărora nu ai niciun control”.
- Când își dau seama că este un manechin și nu este subiectiv, lumea pare să se transfere înapoi, iar ei sunt din nou în centrul unui univers. Aceasta este întoarcerea la modul pre-reflexiv de a fi; este „ochiul camerei care este întotdeauna prezent, dar nu este niciodată văzut”.[9] Persoana este ocupată și prea absorbită pentru introspecție.[10] Acest proces este continuu, inevitabil și ineluctabil.[9]

#### Fiind pentru Ceilalți
Sartre afirmă că multe relații sunt create nu din atracția oamenilor nu către o altă persoană, ci mai degrabă din modul în care acea persoană îi face să se simtă despre ei înșiși prin modul în care îi privesc. Aceasta este o stare de alienare emoțională prin care o persoană evită să-și experimenteze subiectivitatea identificându-se cu „privirea” celuilalt. Consecința este conflictul. Pentru a-și menține propria ființă, persoana trebuie să-l controleze pe celălalt, dar trebuie să controleze și libertatea celuilalt „ca libertate”. Aceste relații sunt o manifestare profundă a „relei-credințe”, deoarece ființa-pentru-sine este înlocuită cu libertatea celuilalt. Scopul oricărui participant nu este să existe, ci să mențină privirea celuilalt asupra lor. Acest sistem este adesea numit greșit „iubire”, dar de fapt nu este altceva decât alienare emoțională și negare a libertății prin conflict cu celălalt. Sartre crede că acest mecanism este adesea creat ca un mijloc de a face suportabilă angoasa insuportabilă a relației unei persoane cu „facticitatea” ei (toate detaliile concrete pe fundalul cărora există și este limitată libertatea umană, cum ar fi locul nașterii și timpul). La extrem, alienarea poate deveni atât de intensă încât, din cauza vinovăției de a fi atât de radical sclav al „privirii” și, prin urmare, de a-și rata radical propriile libertăți, participanții pot experimenta atitudini masochiste și sadice⁠(d). Acest lucru se întâmplă atunci când participanții provoacă durere reciprocă, în încercarea de a-și demonstra controlul asupra privirii celuilalt, din care nu pot scăpa, deoarece cred că sunt atât de înrobiți de privire încât a experimenta propria lor subiectivitate ar fi la fel de insuportabil.

#### Sex
Sartre explică faptul că „privirea” este baza dorinței sexuale, declarând că nu există o motivație biologică pentru sex. În schimb, „dubla încarnare reciprocă” este o formă de conștientizare mutuală pe care Sartre o consideră a fi în centrul experienței sexuale. Aceasta implică recunoașterea reciprocă a unei anumite subiectivități, așa cum descrie Sartre: „Mă fac făptură pentru a-l determina pe Celălalt să-și realizeze pentru ea însăși și pentru mine propriul ei trup. Mângâierea mea face ca trupul meu să se nască pentru mine în măsura în care este pentru cealaltă făptură, făcând-o să se nască ca trup.”
Chiar și în sex (poate mai ales în sex), bărbații și femeile sunt bântuiți de o stare în care conștiința și ființa trupească ar fi în perfectă armonie, cu dorința satisfăcută. O astfel de stare, totuși, nu poate fi niciodată atinsă. Încercăm să aducem conștiința iubitei la suprafața corpului ei prin acte magice, gesturi (săruturi, dorințe etc.), dar în momentul orgasmului iluzia se termină și ne întoarcem la noi înșine, la fel cum se întâmplă atunci când schiorul ajunge la piciorul muntelui sau când marfa pe care odată ne-am dorit-o își pierde strălucirea în momentul cumpărării. Nu va exista, pentru Sartre, un astfel de moment de finalizare, deoarece „omul este o pasiune inutilă” de a fi Ens causa sui⁠(d), Dumnezeu al dovezii ontologice.

#### Neantul
Sartre susține că existența umană este o enigmă prin care fiecare dintre noi există, atât timp cât trăim, într-o condiție generală de nimic (fără lucruri) — care în cele din urmă permite conștiința liberă. Cu toate acestea, în același timp, în ființa noastră (în lumea fizică), suntem constrânși să facem alegeri continue și conștiente.
Este această dihotomie care provoacă angoasă, deoarece alegerea (subiectivitatea) reprezintă o limită a libertății într-o gamă altfel neîngrădită de gânduri. În consecință, oamenii caută să fugă de angoasa noastră prin construcții orientate spre acțiune, cum ar fi evadările, vizualizările sau viziunile (cum ar fi visele) concepute pentru a ne conduce către un anumit scop semnificativ, cum ar fi necesitatea, destinul, determinismul (Dumnezeu) etc. Astfel, trăindu-ne viețile, devenim adesea actori inconștienți — burghezi, feministe, muncitori, membri de partid, francezi, canadieni sau americani — fiecare făcând ceea ce trebuie pentru a-și îndeplini destinul personajelor alese.
Cu toate acestea, Sartre susține că alegerile noastre conștiente (care duc la acțiuni adesea inconștiente) contravin libertății noastre intelectuale. Suntem legați de lumea condiționată și fizică — în care este întotdeauna necesară o anumită formă de acțiune. Acest lucru duce la vise eșuate de împlinire, așa cum le-a descris Sartre, deoarece inevitabil suntem incapabili să construim golul dintre puritatea și spontaneitatea gândirii și acțiunea prea constrângătoare; între ființă și neantul care coincide în mod inerent în sinele nostru.
Rețeta lui Sartre pentru împlinire este să scape de toate căutările prin finalizarea lor. Acest lucru se realizează prin impunerea riguroasă a ordinii asupra nimicului, folosind „spiritul (sau conștiința minții) de seriozitate” și descriind eșecul de a face acest lucru în termeni precum „rea-credință” și „falsă conștiință”. Deși concluzia lui Sartre pare a fi că ființa se diminuează în fața neantului, deoarece conștiința se bazează probabil mai mult pe spontaneitate decât pe seriozitate stabilă, el susține că orice persoană de natură serioasă este obligată la un efort continuu între două lucruri:
a) Dorința conștientă de împlinire de sine pașnică prin acțiuni fizice și roluri sociale — ca și cum ai trăi într-un portret pe care îl pictezi activ despre tine însuți
b) Spontaneitatea mai pură și mai furioasă a conștiinței fără lucruri, de a fi instantaneu liber să-și răstoarne rolurile, să-și ridice țărușii și să pornească pe căi noi.

#### Ontologie fenomenologică
În opinia lui Sartre, conștiința nu are sens de la sine: ea apare doar ca o conștientizare a obiectelor. Prin urmare, conștiința este întotdeauna și esențial conștiință a ceva, fie că acest „ceva” este un lucru, o persoană, un obiect imaginar etc. Fenomenologii se referă adesea la această calitate a conștiinței ca fiind „intenționalitate”. Contribuția lui Sartre este, atunci, că pe lângă faptul că este întotdeauna conștiință a ceva, conștiința este întotdeauna conștiință de sine. Cu alte cuvinte, toată conștiința este, prin definiție, conștiință de sine. Prin „conștiință de sine”, Sartre nu vrea să spună a fi conștient de sine gândit ca un obiect (de exemplu, „orgoliul” cuiva), ci mai degrabă că, ca fenomen în lume, conștiința apare și apare simultan sieși în același timp. Apărând sieși, Sartre susține că conștiința este complet transparentă; spre deosebire de un „obiect” obișnuit (o casă, de exemplu, din care este imposibil să percepi toate părțile în același timp), conștiința „vede” toate aspectele ei deodată. Această calitate nepozițională a conștiinței este ceea ce o face un tip unic de ființă, o ființă care există pentru sine.

### Critica lui Freud
Sartre oferă o critică a teoriei psihanalistului Sigmund Freud despre inconștient, bazată pe afirmația că conștiința este esențial conștientă în sine. Sartre susține, de asemenea, că teoria represiunii lui Freud este intern defectuoasă. Potrivit lui Sartre, în munca sa clinică, Freud a întâlnit pacienți care păreau să întruchipeze un anumit tip de paradox — păreau să știe și să nu știe același lucru. Ca răspuns, Freud a postulat existența inconștientului, care conține „adevărul” traumelor care stau la baza comportamentului pacienților. Acest „adevăr” este reprimat activ, ceea ce este evident prin rezistența pacienților la revelația sa în timpul analizei. Cu toate acestea, ce rezistă dacă pacienții nu sunt conștienți de ceea ce își reprimă? Sartre găsește răspunsul în ceea ce Freud numește „cenzor”. „Singurul nivel pe care putem localiza refuzul subiectului”, scrie Sartre, „este cel al cenzorului”. Mai departe:
„Rezistența pacientului implică la nivelul cenzorului o conștientizare a lucrurilor reprimate ca atare, o înțelegere a scopului către care conduc întrebările psihanalistului... Aceste diverse operațiuni, la rândul lor, implică faptul că cenzorul este el însuși conștient. Dar ce fel de conștiință în sine poate avea cenzorul? Trebuie să fie conștiința conștientă de impulsul de a fi reprimată, dar tocmai „pentru a nu fi conștientă de el”. Ce înseamnă aceasta dacă nu faptul că cenzorul este în rea-credință?”
Cu alte cuvinte, Sartre consideră inconștientul lui Freud a fi un țap ispășitor pentru paradoxul de a ști și a nu ști simultan aceeași informație. În loc să atenueze paradoxul, Freud îl mută pur și simplu la cenzor, stabilind „între inconștient și conștiință o conștiință autonomă în rea-credință”. Sartre crede că postularea unui cenzor în economia psihică este, prin urmare, redundantă: la nivelul cenzorului, întâlnim încă aceeași problemă a unei conștiințe care își ascunde ceva de sine. Pentru Sartre, ceea ce Freud identifică ca represiune este mai degrabă indicativ pentru structura mai mare a relei-credințe. Astfel, psihanaliza nu oferă nicio perspectivă specială, deoarece ascunderea ceva de sine apare la nivelul conștiinței ca un fenomen unitar, nu ca parte a unui mecanism intrapsihic.

## Terminologie specială utilizată de Sartre
Explicația termenilor bazată pe apendicele ediției engleze a cărții tradusă de Hazel Barnes⁠(d)
- Ființă (être): Include atât Ființa-în-sine, cât și Ființa-pentru-sine (ambele așa cum sunt definite mai jos), dar cea din urmă este nihilarea celei dintâi. Ființa este obiectivă, nu subiectivă sau individuală.
- Ființa-în-sine (être-en-soi): Ființă non-conștientă. Tipul de fenomen care este mai mare decât cunoașterea pe care o avem despre el.
- Ființa-pentru-sine (être-pour-soi): Nihilarea Ființei-în-sine; conștiința concepută ca lipsă de Ființă, dorință de Ființă, o relație de Ființă. Pentru-sine aduce Neantul în lume și, prin urmare, se poate detașa de Ființă și poate forma atitudini față de alte ființe, văzând ceea ce nu este.
- Ființa-pentru-alții (être-pour-autrui): Aici apare o nouă dimensiune în care sinele există ca obiect pentru ceilalți. Fiecare Pentru-sine caută să-și recupereze propria Ființă făcând un obiect din celălalt.
- Conștiința: Pentru-sine transcendent. Sartre afirmă că „Conștiința este o ființă astfel încât, în ființa sa, ființa ei este pusă la îndoială în măsura în care această ființă implică o ființă diferită de ea însăși”.
- Existență: Ființă concretă, individuală pentru-sine aici și acum.
- Existența precede esența: Existența subiectivă a realității precede și definește natura sa. Cine ești (esența ta) este definit de ceea ce faci (existența ta).
- Facticitate (facticité): În general, fapte despre lume. Mai precis, conexiunea necesară a Pentru-sine cu În-sine, cu lumea și propriul său trecut.
- Libertatea: Însăși ființa Pentru-sine care este „condamnată să fie liberă”. Trebuie să aleagă mereu pentru sine și, prin urmare, să se facă pe sine.
- Neant (néant): Deși nu are ființă, este susținut de ființă. Vine în lume prin Pentru-sine.
- Reflecție (reflet): Forma în care Pentru-sine își întemeiază propriul neant prin diada „reflecția-reflectantă”
- Reflecție (réflexion): Conștiința care încearcă să devină propriul ei obiect.

## Recepție
Ființa și neantul este considerată cea mai importantă lucrare filozofică a lui Sartre și cea mai importantă expresie non-ficțională a existențialismului său. Existențialistul creștin Gabriel Marcel a scris că a fost de o importanță „incontestabilă” și s-a clasat printre cele mai importante contribuții aduse filozofiei generale. În timp ce Marcel a remarcat influența lui Heidegger asupra „cel puțin formei” Ființa și neantul, el a observat, de asemenea, că Sartre a deviat de la opiniile exprimate de Heidegger în Ființa și timpul (1927) în moduri importante și că contribuțiile lui Sartre au fost originale. Marcel a considerat analiza lui Sartre despre rea-credință „una dintre cele mai remarcabile și solide” părți ale Ființa și neantul, scriind că aceasta a împiedicat argumentele lui Sartre să fie pur abstracte. Marcel a considerat unul dintre cele mai importante merite ale operei să arate „că o formă de metafizică care neagă sau refuză harul se termină inevitabil prin a ne ridica în fața imaginii unei lumi atrofiate și contradictorii, unde cea mai bună parte din noi în cele din urmă nu se poate recunoaște pe sine”.
Filozoful Jean Wahl⁠(d) a criticat argumentele lui Sartre despre subiectul „neantului”. Filozoful Frederick Copleston⁠(d) a descris viziunea lui Sartre potrivit căreia toate acțiunile umane sunt rezultatul alegerii libere ca fiind „foarte puțin plauzibilă”, deși a remarcat că Sartre avea modalități de a-și apăra poziția. De asemenea, și-a exprimat simpatia pentru critica lui Marcel la adresa lui Sartre și a descris viziunea lui Sartre despre libertate ca fiind atât „nihilistă”, cât și posibil inconsistentă cu unele dintre celelalte viziuni ale lui Sartre. Filozoful A.J. Ayer a scris că, în afară de unele perspective psihologice, cartea a fost „o teză metafizică pretențioasă” și „în principal un exercițiu de folosire greșită a verbului „a fi””.
Autoarea Susan Sontag a lăudat discuțiile lui Sartre despre corp și relațiile concrete cu ceilalți. Ea le-a identificat ca făcând parte dintr-o tradiție franceză de gândire serioasă despre probleme de importanță fundamentală. Criticul literar John B. Vickery a scris că Ființa și neantul seamănă cu Creanga de aur a lui Sir James George Frazer (1890) în modul în care autorul său „combină psihologia și simțul concret al ficțiunii”, deși l-a considerat mai puțin de citit decât opera lui Frazer. Filozoafa Iris Murdoch a comparat Ființa și neantul cu Conceptul de Minte al lui Gilbert Ryle (1949). Ea a susținut că filozofia continentală împărtășește aceeași orientare generală cu filozofia analitică engleză. Potrivit filozofului Steven Crowell⁠(d), Ființa și neantul ajunsese să fie văzut ca depășit la moartea lui Sartre în 1980, deoarece accentul său pe conștiință era asociat cu „subiectivismul și psihologismul pe care structuralismul și filozofia analitică le încheiaseră în cele din urmă”.
Filozoful David Pears⁠(d) a criticat critica lui Sartre la adresa lui Freud, descriind-o ca fiind complexă, dar formulată imprecis și deschisă la potențiale obiecții. Filozoful Thomas Baldwin a descris Ființa și neantul ca o operă de pesimism. El a scris că argumentul lui Sartre potrivit căruia teoria represiunii lui Freud este intern defectuoasă se bazează pe o neînțelegere a lui Freud și că încercările lui Sartre de a adapta ideile lui Freud sunt de un interes mai mare. Regizorul Richard Eyre⁠(d) și-a amintit că Ființa și neantul a fost populară printre studenții britanici în anii 1960, dar sugerează că, printre ei, opera de obicei nu a fost citită.
Mai mulți autori, inclusiv sociologul Murray S, Davis, filozofii Roger Scruton⁠(d) și Maxine Sheets-Johnstone și medicul Frank Gonzalez-Crussi l-au lăudat pe Sartre pentru contribuțiile sale la filozofia sexului. Davis i-a atribuit lui Sartre meritul de a fi primul autor care a prezentat o analiză fenomenologică a sexului. Scruton i-a atribuit lui Sartre „probabil cea mai acută analiză filozofică” a dorinței sexuale și a argumentat corect că tratarea dorinței sexuale ca echivalentă cu pofta ignoră „componenta interpersonală a răspunsurilor sexuale umane”. El a descris reflecțiile lui Sartre despre le visqueux ca fiind „celebre”. De asemenea, i-a atribuit lui Sartre o „apologie uimitoare pentru sado-masochism”, și a caracterizat Ființa și neantul ca o „mare operă de teologie post-creștină”. Gonzalez-Crussi i-a atribuit lui Sartre meritul de a recunoaște că este incorect să echivalezi dorința sexuală cu dorința de acte sexuale. Sheets-Johnstone a crezut că Sartre a prezentat o analiză subtilă a sexualității umane. Ea a lăudat înțelegerea sa despre dorință în general și a sugerat că opiniile sale despre subiect au anticipat pe cele ale filozofului Michel Foucault. Ea a crezut că opiniile sale conțin atât adevăr semnificativ, cât și contradicții interne. De asemenea, ea a sugerat că, în ciuda criticii sale la adresa lui Freud, opiniile sale despre femei și sexualitatea feminină au fost, în unele privințe, similare cu ale lui Freud. Naomi Greene, susținând că există o „dezgust față de sexualitate” în opera lui Sartre, identifică o clară „prejudecată anti-sexuală” prezentă în Ființa și neantul.